# Phare des Dry Tortugas
Le phare des Dry Tortugas (en anglais : Dry Tortugas Light), est un phare actif situé sur Loggerhead Key, une des îles des Dry Tortugas dans l'archipel des Keys appartenant au comté de Monroe en Floride.
Le phare est dans le parc national des Dry Tortugas qui est inscrit au Registre national des lieux historiques depuis le 26 octobre 1992 sous le n° 01000228.

## Histoire
Le phare, situé sur Loggerhead Key, se trouve à l'ouest du fort Jefferson. Il a été mis en service en 1858. Sa lumière a été automatisée en 1988. Il a été mis hors service en 2015.
Lors de la construction initiale, les murs de la tour avaient conservé leur couleur naturelle, rouge brique. Il était équipé d’une lentille de Fresnel de premier ordre, fabriquée par la société française L. Sautter et Cie. Outre la tour, le phare comprenait une habitation en brique de deux étages avec des éléments de style néo-grec, une cuisine en brique de deux étages (toujours debout), ainsi que des bâtiments annexes.
Le phare Loggerhead Key a une fondation en pierre et sa tour conique est en brique. Les murs ont une épaisseur de 1,8 m à la base et une épaisseur de 1,2 m au sommet. La tour a ensuite été peinte en noir dans la partie supérieure et en blanc dans la partie inférieure. Une salle de radio est attachée à la base de la tour. Une lentille de remplacement plus récente, une lentille tournante de Fresnel à clapet de deuxième ordre, est maintenant exposée au Coast Guard Training Center à Yorktown, en Virginie.
Le premier phare des Dry Tortugas se trouvait sur Garden Key et est devenu opérationnel en 1826. Après plusieurs propositions concernant un nouveau phare sur les hauts-fonds des Dry Tortugas, un nouveau phare fut construit sur Loggerhead Key et achevé en 1858.
Le phare des Dry Tortugas, ainsi que le phare de Garden Key à Fort Jefferson, étaient les seuls phares de la côte du golfe à être restés opérationnels pendant toute la guerre de Sécession.
La tour a été endommagée par un ouragan en octobre 1873 et des plans ont été établis pour une nouvelle tour. La tour a été réparée en reconstruisant 2,7 m supplémentaires et en prolongeant les tiges d'acier ancrant la lanterne au bas de la tour. Après que la tour fut réparée, elle a survécu à un autre ouragan en septembre 1875, les plans pour une nouvelle tour ont été reportés et finalement abandonnés.
Le phare reçut une lampe électrique en 1931 et devint le phare le plus puissant d'Amérique, avec trois millions de candelas. La balise tournante a cessé de fonctionner en avril 2014 et a été officiellement désaffectée en décembre 2015.

## Description
Le phare  est une haute tour conique en brique de 48 m de haut, avec une galerie circulaire et une lanterne. La moitié inférieure de la tour est blanche et la moitié supérieure, ainsi que la lanterne, est noire.
Il émettait, à une hauteur focale de 46 m, un éclat blanc par période de 20 secondes. Sa portée était de 20 milles nautiques (environ 237 km). Il possède un transpondeur radar émettant la lettre K en code morse.
Identifiant : ARLHS : USA-236 ; USCG : 3-1095 ; Amirauté : J3060 .

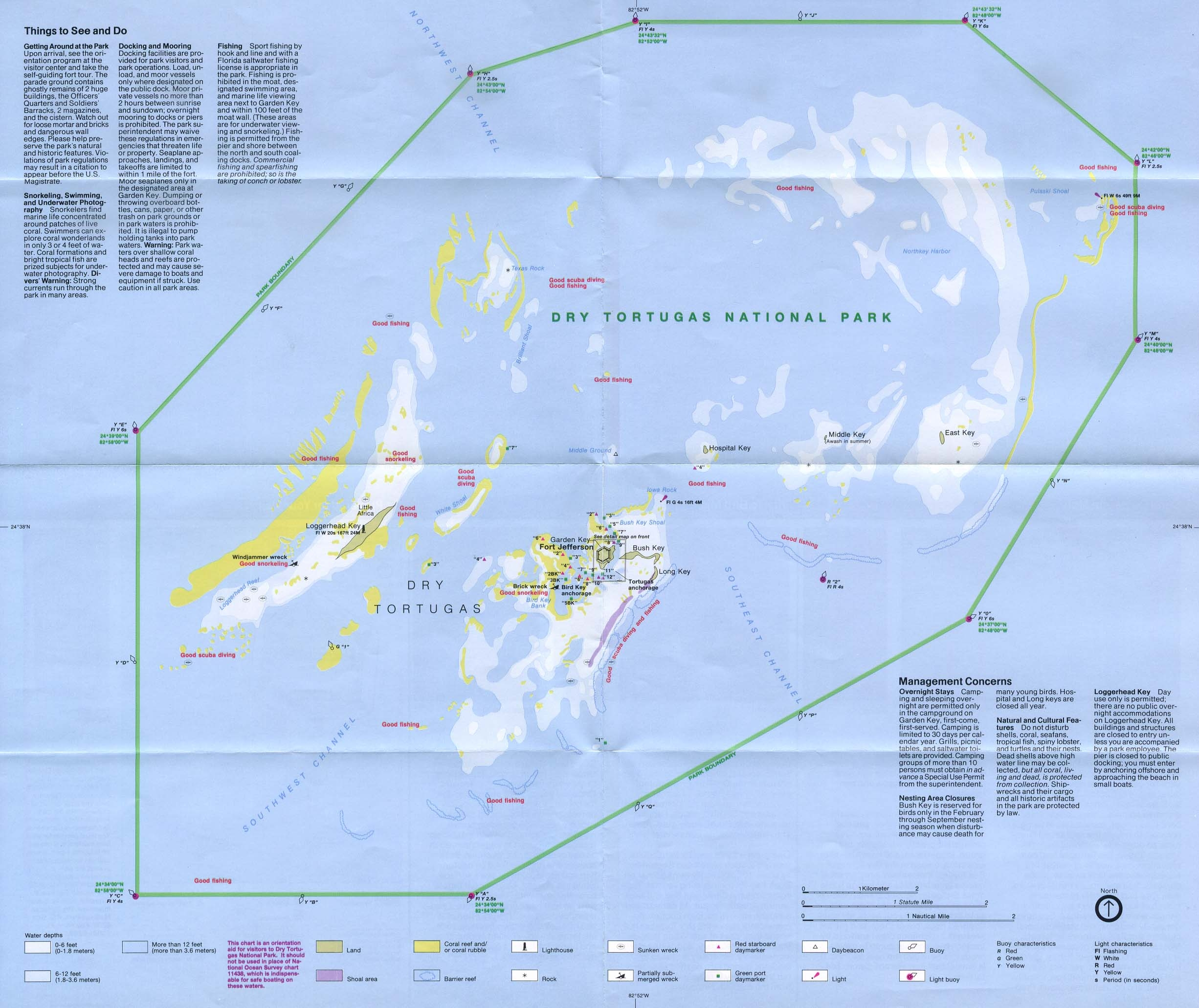
Dry Tortugas
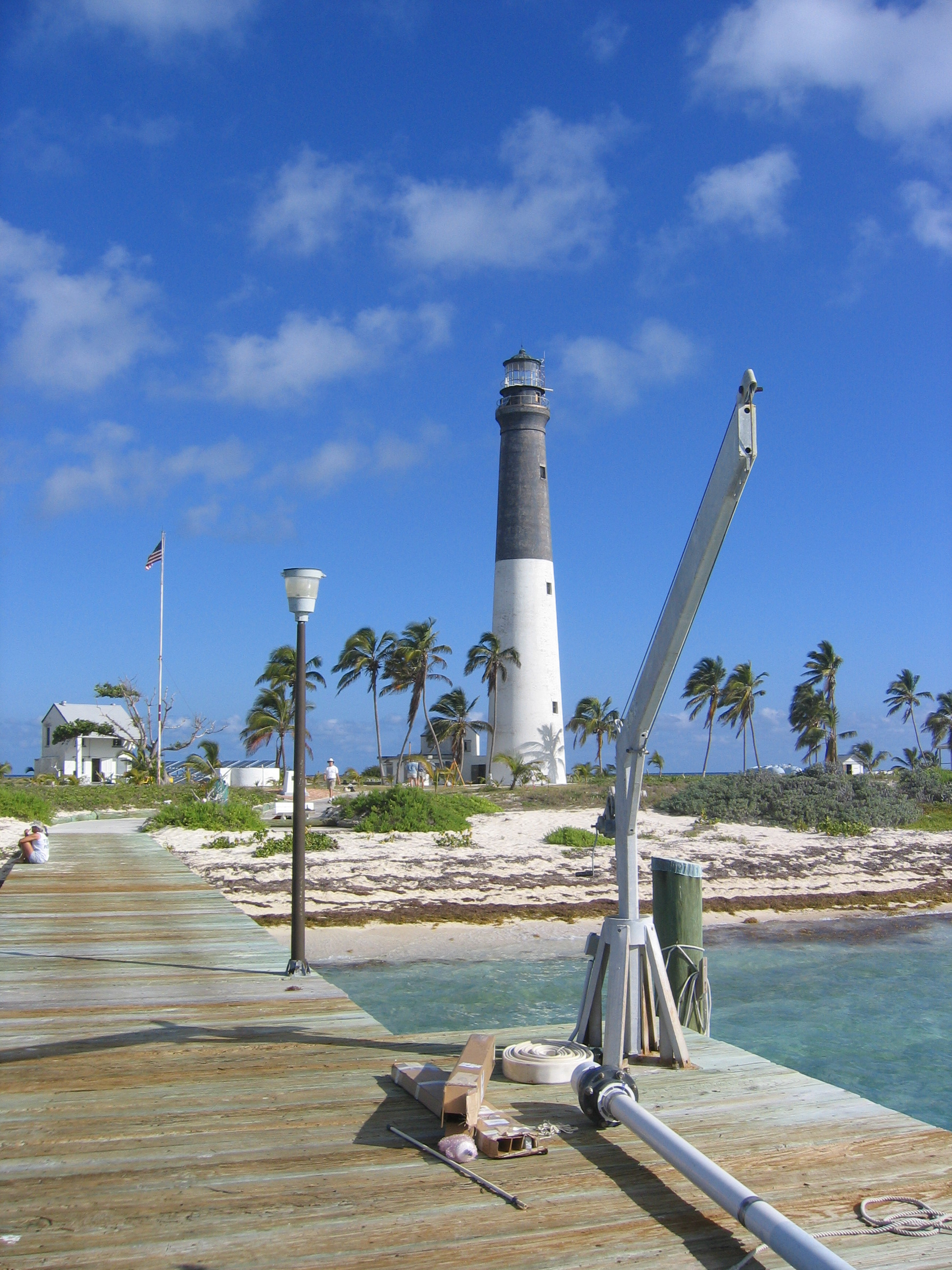
Le phare
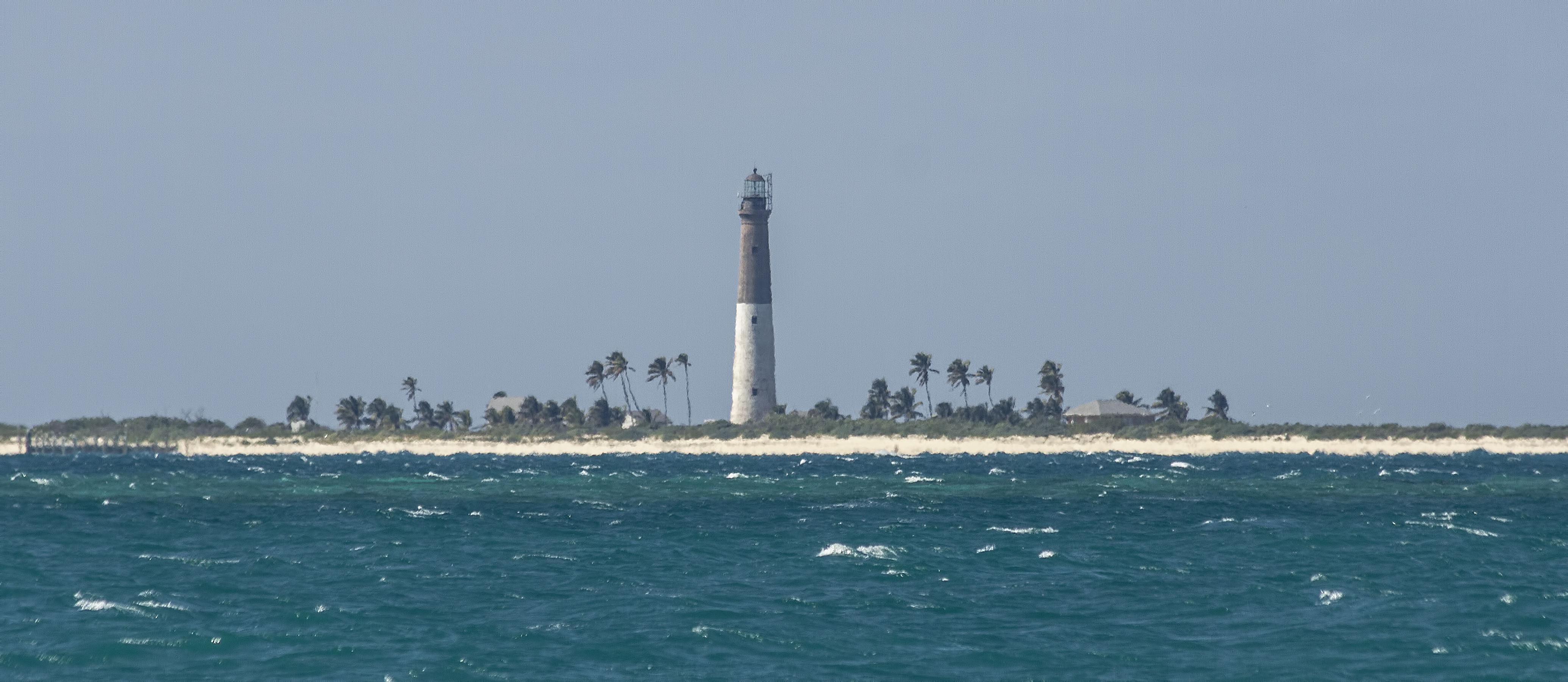
Loggerhead Key